# Підпілля ОУН у Маріуполі
Підпілля ОУН у Маріуполі — нелегальні групи ОУН, які діяли в Маріуполі з 1941 по 1943 та в 1949 роках. Загальна кількість підпільників була незначною, а їх діяльність переважно була націлена на спроби розгорнути масовий рух опору як німецької окупаційної, так і радянської влади:133.

## Воєнні роки
У вересні 1941 року третя похідна група ОУН дісталася Дніпропетровська і розпочала формування крайового керівництва УПА. Один рій під командуванням В. Болгарського-Булавського виділили для роботи в Сталінській області :23. У листопаді 1941 року трьох ОУНівців направили для проведення організаційної роботи за маршрутом Бердянськ-Маріуполь-Пологи-Оріхів. Також з окупаційними військами до Маріуполя прибули націоналістичні діячі-емігранти, які зазвичай працювали перекладачами в німецькій армії :39. Кадрові члени ОУН зазвичай вербували одного-двох осіб, яким доручали вести подальшу роботу зі створення підпільної мережі :38.
Група Болгарського-Булавського змогла пропрацювати лише чотири місяці, але встигла організувати підпільні групи у Горлівці, Костянтинівці, Волновасі та Маріуполі. Вже у лютому 1942 року всі 12 членів рою було заарештовано та вислано з області.
До цього часу маріупольська організація була однією з найбільших у Донецькій області та налічувала близько 300 осіб. Її організаторами стали Микола Михайлович Стасюк (колишній член Центральної Ради, головний редактор «Маріупольської газети»), Андрій Володимирович Авраменко (керівник маріупольської «Просвіти») та Яків Іванович Жежура (адміністратор «Маріупольської газети» та директор друкарні) :217-218. Активну участь у підпіллі відіграли зв'язки між Маріупольською організацією та обласним керівництвом ОУН, які перебували на нелегальному становищі: «Тиміш» (кадровий ОУНівець із Волині) та Федір Лічман (колишній студент Дніпропетровського університету) :34, Федір Гриців (дрогобичанин, який прибув до Маріуполя офіційно як перекладач німецького відділу штафль-пропаганди, завідував радіотехнікою підпілля), а також Степан Держко (керував підпільною націоналістичною організацією, яка вела антинімецьку агітацію, разом з групою молодих робітників та інтелігентів потрапив в руки гестапо, загинув від побоїв) :169-170.

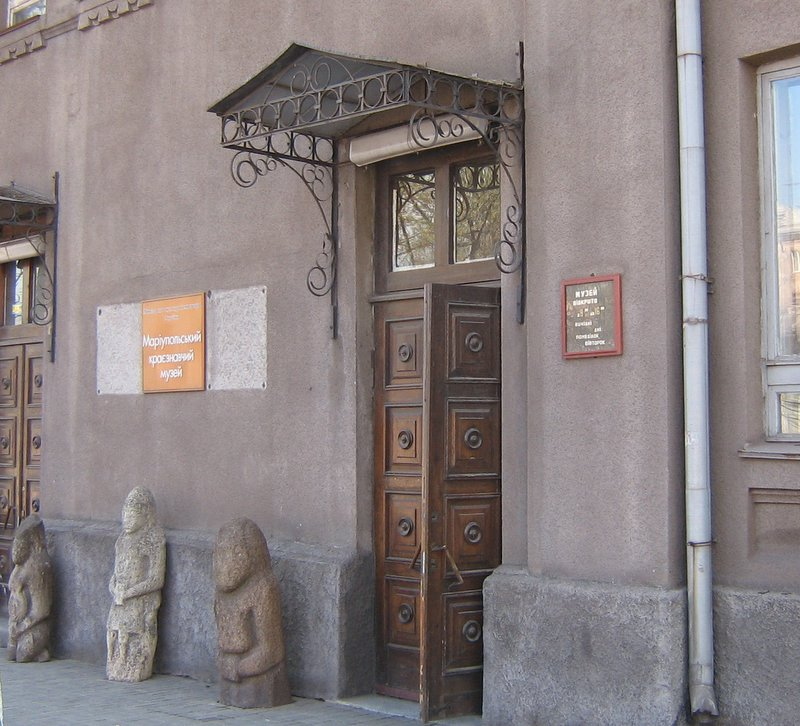
Маріупольський краєзнавчий музей

За відомостями учасників організації, у Маріуполі було не менше 4 явочних квартир (у краєзнавчому музеї, приміщенні житлового управління міської управи, у магазині Синіцина, у начальника шуцполіції Степаненко) :28-29. Окрім зв'язкової лінії з обласним керівництвом, також діяв зв'язковий маршрут «Запоріжжя — Маріуполь» (Запоріжжя — Василівський — Велико-Токмацький (Токмацький район) — Андріївський (Бердянський район) — Маріуполь):141.
У червні 1942 року ОУН створила в Маріуполі товариство «Просвіта», яке діяло легально до червня 1943 року та було одним із найбільших у Донецькій області — 150 осіб. Вище вказана організація використовувалася як для розвитку української культури, так і для прикриття розширення впливу ОУН на сході України. Просвіта організувала роботу секцій (мовно-літературної, драматичної, жіночої, української матері) та гуртків (історії України, хорової, бандури, драматичної, танцювальної, німецької мови). Коли німецькі окупанти виявили зв'язок Просвіти з ОУН, заборонили її діяльність :45:90, 94.
У своїй просвітницькій діяльності ОУНівське підпілля широко використовувало місцеву пресу. Редактором Маріупольської газети став Стасюк, у ній працювали представник центрального проводу ОУН Нофенко та член ОУН Фененко. У газеті друкувалися статті про історію України, комуністичний терор, голодомор 1932—1933 років :48 :218.
Розкрите підпілля було силами української допоміжної кримінальної служби та провокатора О. Вальчика. Репресії зазнали підпільні групи як ОУН(б), так й ОУН(м). Арешти проводилися наприкінці 1942 року та в червні 1943 року. Частина підпільників змогла втікти в метушні, що виникла внаслідок наступу 4-го гвардійського корпусу Радянської Армії, частина була розстріляна, частина — відпущена, деякі засуджені терміном на 4 місяці, Жижура був убитий при спробі втечі, Лічман загинув у концтаборі Бухенвальд :69-79 :220.

## Післявоєнні роки

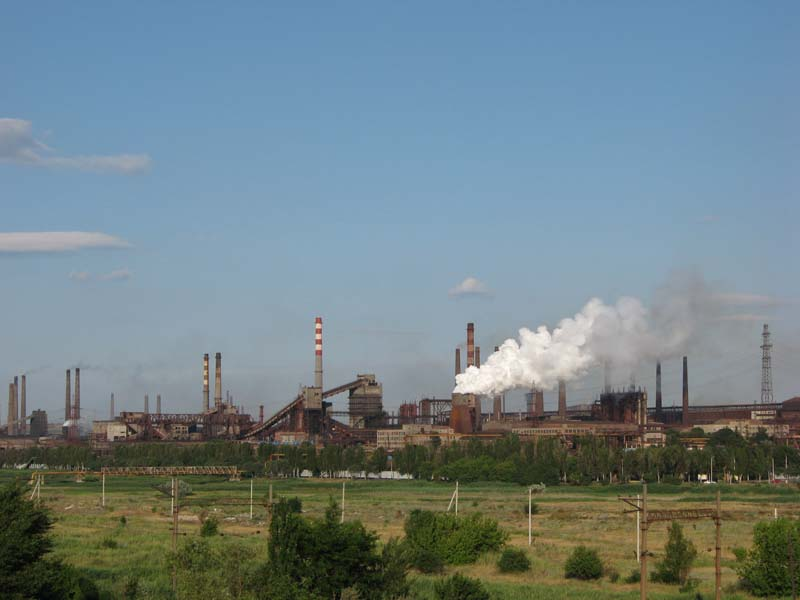
Корпуси «Азовсталі» вдень

1949 року ОУН організувала нову спробу поширити свій вплив на схід України. У підсумку створили низку нових підпільних груп, у тому числі й у Маріуполі, на заводі «Азовсталь». Це була організація «ОУН – свобода праці», розкрита органами державної безпеки. Організатором її був Віталій Іванович Середюк, учень ФЗУ № 113. До групи входило 15 осіб (усі, окрім керівника – робітники; двоє – уродженці Тернопільської області, вісім – Київської, по одному – Полтавської та Донецької, місце народження трьох членів організації невідомо). Організація мала статут, герб, членські квитки та скарбника. Аналіз документів показав, що її керівник, і, можливо, ще ряд членів, були знайомі з повоєнними матеріалами ОУН, у тому числі й зі соціальною програмою, прийнятою на ІІІ Надзвичайному Великому з'їзді ОУН(б) :103-106.